# Konradswalde (Kreis Heiligenbeil)
Konradswalde war ein Ort im Kreis Heiligenbeil in Ostpreußen. Seine Ortsstelle befindet sich heute im Munizipalkreis Rajon Bagrationowsk (Stadtkreis Preußisch Eylau) in der russischen Oblast Kaliningrad (Gebiet Königsberg (Preußen)).

## Geographische Lage
Die Ortsstelle Konradswaldes liegt im südlichen Westen der  Oblast Kaliningrad, 24 Kilometer nordöstlich der früheren Kreisstadt Heiligenbeil (russisch Mamonowo) bzw. 28 Kilometer nordwestlich der heutigen Rajonshauptstadt Bagrationowsk (deutsch Preußisch Eylau).

## Geschichte
Die aus mehreren verstreut liegenden großen und kleinen Höfen bestehende Siedlung Connradtswalde wurde 1705 gegründet. Die Namensschreibweise änderte sich nach 1785 in Conradswalde und vor 1910 in Konradswalde.
Als 1874 der Amtsbezirk Pörschken im ostpreußischen Kreis Heiligenbeil gebildet wurde, gehörte die Landgemeinde Konradswalde von Anfang an dazu. Im Jahre 1910 zählte Konradswalde 40 Einwohner.
Am 30. September 1928 vergrößerte Konradswalde sich um den Gutsbezirk Albenort. Die Einwohnerzahl der Landgemeinde belief sich 1933 auf 94 und 1939 auf 95.
Mit dem gesamten nördlichen Ostpreußen kam Konradswalde 1945 in Kriegsfolge zur Sowjetunion. Der Ort wurde anfangs noch besiedelt, dann aber schon in den 1950er Jahren verlassen. Heute gilt er als untergegangen. Seine Ortsstelle liegt im Bereich des Rajon Bagrationowsk (Stadtkreis Preußisch Eylau) in der Oblast Kaliningrad (Gebiet Königsberg (Preußen)) der Russischen Föderation.

## Religion
Bis 1945 war Konradswalde in das evangelische Kirchspiel Pörschken (russisch Nowo-Moskowskoje) in der Kirchenprovinz Ostpreußen der Kirche der Altpreußischen Union eingegliedert.

## Verkehr
Konradswalde liegt nordwestlich der Fernstraße 27A-002 (heutige Europastraße 28, frühere russische Fernstraße R 516, ehemalige deutsche Reichsautobahn Berlin–Königsberg „Berlinka“). Über den Abzweig Swetloje (Kobbelbude) und Weiterfahrt bis Muschkino (Lauck) zweigt ein Landweg zur kaum noch erkennbaren Ortsstelle von Konradswalde ab.